# Apollo (Zeitschrift)
Die arabische Zeitschrift Apollo (arabisch اپولو, DMG Apūllū) erschien von 1932 bis 1934 in Ägypten. Der Herausgeber der insgesamt 25 Ausgaben, Ahmed Zaki Abu Shadi (1892–1955), gründete zeitgleich die „Apollo Dichtergesellschaft“, die sich der Erneuerung der arabischen Poesie und der Beseitigung traditioneller Konventionen verschrieb.
Abu Shadi war nicht nur Dichter und Verfasser zahlreicher Arbeiten zu Politik, sozialen Reformen, Islam und Kunst, sondern auch Übersetzer einiger Werke von Hafez, Omar Chayyam und Shakespeare. Seine Zeitschrift wurde auch außerhalb Ägyptens ein wichtiges Medium für experimentelle arabische Dichtung und galt als Pionier moderner arabischer Literatur.
Nach seiner Herausgebertätigkeit in Ägypten lehrte er zunächst als Professor für Medizin an der Universität Alexandria und emigrierte 1946 schließlich nach New York, wo er als Redakteur verschiedener arabischer Diasporazeitschriften tätig war.